# Hrašné
Hrašné (in ungherese Rásnyahegy) è un comune della Slovacchia facente parte del distretto di Myjava, nella regione di Trenčín.